# Isomyia zeylanica
Isomyia zeylanica är en tvåvingeart som först beskrevs av Senior-white, Aubertin och John Smart 1940.  Isomyia zeylanica ingår i släktet Isomyia och familjen Rhiniidae. Inga underarter finns listade i Catalogue of Life.